# Izlučni turniri 2008. za OI u hokeju na travi za žene, sastavi djevojčadi
Izlučni turniri 2008. za OI u hokeju na travi za žene, sastavi djevojčadi. Svaka djevojad ima sastav do 18 igračica s nasumičnim znamenkama na majicama.

## Izlučni turnir br.  1

### Azerbejdžan
Trener: Tahir Zaman
| 1. Emine Muzaffarova 2. Zarifahon Zejnalova 3. Feruza Makajeva 4. Ljudmila Čegurko 5. Dilfuza Mirzalijeva (kapetanica) 6. Marina Alijeva 7. Myungsoon Mammadova 8. Liana Nurijeva 9. Seon Yeong Rustamova | 1. Bo Kyung Alizada 2. Mi Kyung Alijeva 3. Viktorija Šahbazova (vratarka) 4. Yu Jin Avodonina (vratarka) 5. Zhang Sulejmanova 6. Zhun Mammadova 7. Inojaton Džafarova 8. Ji Eun Hudijeva 9. Nazira Hidajatova |

### Bjelorusija
Trenerica: Nina Dashko
| 1. Julija Lašuk (kapetanica) 2. Natallija Ambros 3. Hanna Kisel 4. Ryta Žyljanina 5. Volha Taraščik 6. Marija Halinovskaja 7. Julija Lapcevič 8. Alena Nehaj 9. Natallija Varabjova | 1. Iryna Kazačok 2. Hanna Basarevskaja 3. Marija Koržh-Cepun 4. Alesja Vasiljeva 5. Svjatlana Bahuševič 6. Alesja Tracjakova 7. Julija Mihejčyk 8. Alesja Piotuh 9. Nadzeja Vladzimirava (vratarka, kapetanica) |

### Čile
Trener: Alfredo Castro
| 1. Constanza Abud (vratarka) 2. Sofia Walbaum 3. Andrea Sanchez 4. Javiera Villagra 5. Paula Infante 6. Michelle Wilson (kapetanica) 7. Daniela Infante 8. Carolina Garcia 9. Fernanda Rodriguez | 1. Maria Jose Fernandez 2. Beatriz Albertz 3. Claudia Schuller (vratarka) 4. Camila Caram 5. Carolina Varas 6. Daniela Caram 7. Camila Infante 8. Denise Infante 9. Sandra Wenz |

### Kenija
Trener: Frederick Masibo
| 1. Josephina Ataro (vratarka) 2. Carole Okoth 3. Teresa Juma (kapetanica) 4. Michelle Morgan 5. Linet Onyango 6. Nerica Kuguru 7. Donner Ingumba 8. Rose Mbulo 9. Jane Ndirangu | 1. Dorsilla Agunda 2. Jacqueline Otieno 3. Lillian Kimeu 4. Esther Mulli 5. Winnie Ngeno 6. Judith Owino 7. Flavian Amuhaya (vratarka) 8. Nomalizo Owuor 9. Lillian Aura |

### Španjolska
Trener: Pablo Usoz
| 1. María Jesús Rosa (vratarka) 2. Julia Menéndez 3. Rocio Ybarra 4. Paula Dabanch 5. Barbara Malda 6. Silvia Muñoz (kapetanica) 7. Silvia Bonastre 8. Maria Romagosa 9. Marta Ejarque | 1. Raquel Huertas 2. Pilar Sanchez 3. Núria Camón 4. Maria Lopez De Eguilaz (vratarka) 5. Esther Termens 6. Gloria Comerma 7. Georgina Oliva 8. Marta Fabregas 9. Yurena Panadero |

### Ukrajina
Trenerica: Svitlana Makajeva
| 1. Tetjana Stepančenko (vratarka) 2. Jevhenija Moroz 3. Olga Gulenko 4. Olena Friče 5. Olena Ivahnjenko 6. Tetjana Kobzenko (kapetanica) 7. Maryna Jilko 8. Natalija Vasjukova 9. Maryna Vynohradova | 1. Jana Vorušylo 2. Halyna Hlynenko 3. Tetjana Salenko 4. Bohdana Sadova 5. Alvina Budonna (vratarka) 6. Dijana Tahijeva 7. Julija Nonko 8. Olena Derkač 9. Jana Sitalo |

## Izlučni turnir br.  2

### Belgija
Trenerica: Michel van den Boer
| 1. Nadine Khouzam (vratarka) 2. Caroline Guisset 3. Margaux Grossen 4. Astrid Vervaet 5. Morgane Vouche 6. Olivia Bouche 7. Valerie Vermeersch 8. Valerie Herbert 9. Lola Danhaive | 1. An Christiaens (kapetanica) 2. Gaelle Valcke 3. Louise Cavenaile 4. Charlotte De Vos 5. Carole Dembour 6. Anne-Sophie Van Regemortel 7. Elizabeth Achten (vratarka) 8. Valentine Van Vyve 9. Sofie Gierts. |

### Francuska
Trener: Steve Colledge
| 1. Salomé Dain 2. Géraldine Bonenfant 3. Marie-Céline Lamas 4. Juliette Heven 5. Emilie Begue 6. Fanny Verrier 7. Claire Sansonetti 8. Charlotte Boyer 9. Perrine Roger | 1. Philippine Berly 2. Gwenaelle Dutel 3. Margaux de Galzain 4. Athena Richard 5. Sunita D'Hallain 6. Justine Duby 7. Elise Preney 8. Anabelle Got (vratarka) 9. Marion Rheby (vratarka, kapetanica) |

### Indija
Trener: Maharaj Krishan Kaushik
| 1. Marita Tirkey (vratarka) 2. Binita Toppo 3. Suman Bala 4. Rajwinder Kaur 5. Asunta Lakra 6. Rosalind Ralte 7. Surinder Kaur 8. Mamta Kharab (kapetanica) 9. Dipika Murthy (vratarka) | 1. Rita Rani 2. Gagandeep Kaur 3. Jasjeet Kaur Handa 4. Saba Anjum Karim 5. Deepika Thakur 6. Ranjita Devi Thockchom 7. Rani Devi 8. Pritam Rani Siwach 9. Subhadra Pradhan |

### Nizozemski Antili
Trener: Bas Swildens
| 1. Marlieke van de Pas (vratarka) 2. Sanne Pouwels (vratarka) 3. Marlies van der Stel 4. Theresia Noorlander 5. Jolanda Clemens 6. Anika de Haas 7. Ernestina Schreuder (kapetanica) 8. Charlotte Heuvelings 9. Anne-Maaike Elsen | 1. Sanne van Donk 2. Juliette Plantenga 3. Claire Visser 4. Pauline Roels 5. Maria Hinskens 6. Paulien Eigenhuis 7. Bernadette Wesdorp 8. Floortje Joosten 9. Kim de Haas |

### Rusija
Trenerica: Valentina Apeljganec
| 1. Galina Terentjeva (vratarka) 2. Elvira Komissarova 3. Ekaterina Čerkasova 4. Svetlana Nikonova 5. Svetlana Grigorjeva 6. Tatjana Lastočkina 7. Marija Nikitina 8. Elena Svirskaja (kapetanica) 9. Anna Gutenjeva | 1. Olga Šencova 2. Irina Ospitova 3. Marina Dudko 4. Margarita Drepenkina 5. Irina Kuzmina 6. Anna Materševa 7. Oksana Serežkina (vratarka) 8. Kristina Mozgovaja 9. Daria Vasiljeva |

### SAD
Trener: Lee Bodimeade
| 1. Melissa Leonetti 2. Angela Loy 3. Kelly Doton 4. Jesse Gey 5. Rachel Dawson 6. Tiffany Snow 7. Keli Smith 8. Dana Sensenig 9. Barbara Weinberg (vratarka) | 1. Carrie Lingo 2. Caroline Nichols 3. Kate Barber (kapetanica) 4. Katelyn Falgowski 5. Dina Rizzo 6. Amy Tran (vratarka) 7. Kayla Bashore 8. Laruen Crendall 9. Lauren Powle |

## Izlučni turnir br.  3

### Kanada
Trenerica: Sally Bell
| 1. Cailie O'Hara 2. Megan Anderson 3. Carly Dickson 4. Philippa Kedgley 5. Stephanie Jameson 6. Katie Rushton 7. Christine DePape 8. Sarah Forbes (vratarka) 9. Stephanie Hume (kapetanica) | 1. Katie Baker 2. Hilary Linton 3. Marian Dickinson 4. Kim Buker 5. Andrea Rushton 6. Kathryn Gillis 7. Tiffany Michaluk 8. Clare Linton 9. Azelia Liu |

### Irska
Trener: Gene Muller
| 1. Mary Goode (vratarka) 2. Louisa Healy (vratarka) 3. Cliodhna Sargent 4. Eimear Cregan (kapetanica) 5. Emma Clarke 6. Emma Stewart 7. Bridget McKeever 8. Shirley McCay 9. Jenny McDonough | 1. Cathy McKean 2. Alex Speers 3. Julia O'Halloran 4. Ciara O'Brien 5. Louisa Moore 6. Nikki Symmons 7. Hollie Moffett 8. Lisa Jacob 9. Clare Perkhill |

### Italija
Trener: Fernando Ferrara
| 1. Roberta Lilliu (vratarka) 2. Stella Girotti (kapetanica) 3. Romina Dinucci 4. Simona Berrino 5. Carolina Scandroli 6. Paola Lombardi 7. Francesca Zucca 8. Maria Victoria Corso 9. Francesca Faustini | 1. Daniela Possali 2. Jasbeer Singh 3. Paula Calvo (vratarka) 4. Francesca Zamboni 5. Alejandra Blanco 6. Julieta Obrist 7. Matilde Canavosio 8. Chiara Tiddi 9. Valentina Quaranta |

### Južna Koreja
Trener: Han Jin-Soo
| 1. Lim Ju-Young (kapetanica, vratarka) 2. Cho Hye-Sook 3. Lee Seon-Ok 4. Kim Jung-Hee 5. Park Mi-Hyun 6. Kim Jin-Kyoung 7. Kim Mi-Seon 8. Kim Jong-Eun 9. Eom Mi-Young | 1. Gim Sung-Hee 2. Moon Young-Hui (vratarka) 3. Lim Seon-Mee 4. Park Jeong-Sook 5. Kim Eun-Siil 6. Seo Hye-Jin 7. Kim Da-Rae 8. Lee Young-Sil 9. Cheon Seul-Ki |

### Malezija
Trener: Yahya Atan
| 1. Farah Ayuni Yahya (vratarka) 2. Rosmah Asrin 3. Intan Nurairah Ahmad Khushaini 4. Sebah Kari 5. Noor Hasliza Md Ali 6. Juliani Mohamad Din 7. Norfaraha Hashim (kapetanica) 8. Nurul Nadia Md Mokhtar 9. Chitra Devi Arumugam | 1. Kannagi Arumugam 2. Nadia Abdul Rahman 3. Norbaini Hashim 4. Siti Rahmah Othman 5. Siti Sarah Nurfarahah Ismail 6. Fazilla Sylvester Silin 7. Nuraini Abdul Rashid 8. Marlia Mohamed 9. Ernawati Mahmud (vratarka) |

### Urugvaj
Trenerica: Diana Pazos
| 1. Paula Perez 2. Maite de Maria 3. Florencia Curutchague 4. Alessandra Raso 5. Agustina Neito 6. Victoria Bassainzteguy 7. Teresa Algorta 8. Cardina Gibernau 9. Virginia Bessio | 1. Magdalena Cristiani 2. Sofia Sanguinetti 3. Noel de los Santos 4. Mercedes Coates 5. Sofia Mora 6. Virginia Casabo 7. Jose Fernandez 8. Marsha Stanley |

## Vanjske poveznice
- (engl.) Službene stranice 1. izlučnog turnira  Arhivirana inačica izvorne stranice od 27. lipnja 2009. (Wayback Machine)
- (engl.) Službene stranice 2. izlučnog turnira  Arhivirana inačica izvorne stranice od 27. lipnja 2009. (Wayback Machine)
- (engl.) Službene stranice 3. izlučnog turnira  Arhivirana inačica izvorne stranice od 27. lipnja 2009. (Wayback Machine)